# Amerikabaadens Ankomst juli 1934
|  | Denne artikel er oprettet af botten Steenthbot ud fra en ekstern database. Den kan derfor have sproglige fejl eller mangler. Denne skabelon kan fjernes efter kontrol af indholdet. |

Amerikabaadens Ankomst juli 1934 er en dansk dokumentarisk optagelse fra 1934.

## Handling
På Københavns Havn venter familie og venner til dansk-amerikanske emigranter spændt på, at Amerikabåden ankommer med deres kære. Der piftes og jubles, da båden anløber havnen, og landgangsbroen kommer på plads. Derefter klippes der til optagelser ombord på skibet, hvor en førstestyrmand fra DFDS betjener en skibstelegraf, og passagererne fordriver ventetiden med spil og leg på skibsdækket. Mange af de rejsende har ikke været hjemme i mange år, så da der pludselig råbes ”Kronborg i sigte”, farer de hen til rælingen for at nyde det første syn af deres hjemland. Flere bliver rørt over gensynet. En minister og en overpræsident taler om glæden ved at gense Danmark i al sin sommerpragt og giver bl.a. håndslag på et godt samarbejde mellem Danmark og landsmændene i Amerika. Optagelserne ligger i tilfældig rækkefølge, og i de første tre minutter af filmen er det kun lydsiden, der er bevaret.